# Lichtmesstrupp
Lichtmess- und Schallmesstrupps waren Aufklärungstruppen der Artillerie.
Im Ersten Weltkrieg wurden bei der Artillerie (Batterien) Schallmesstrupps und Lichtmesstrupps zur Aufklärung nicht sichtbarer feindlicher Ziele (speziell der Geschützstellungen) gebildet. Zu einer Batterie mit drei Geschützen gehörten zwei Trupps, deren Arbeitsweise darin bestand, den Abschussknall gegnerischer Geschütze durch spezielle Hörrohre zu orten bzw. das Mündungsfeuer zu beobachten. Die Standorte trugen die Trupps in ihre Karten (Messtischblätter) ein.
Durch Triangulation (Dreiecksberechnung) und Vergleich der ermittelten Richtungen konnte der Standort feindlicher Geschütze, und damit deren Entfernung  relativ genau bestimmt werden.
Für die trigonometrischen Berechnungen waren gute mathematische Kenntnisse erforderlich, deshalb wurden  „Einjährige“, Abgänger von Realschulen oder Gymnasien, bevorzugt eingesetzt.
Oft wurden Lichtmessungen von Kirchtürmen, Schornsteinen, Zechentürmen oder anderen hohen Bauwerken oder Orten aus vorgenommen.
Im Stellungskrieg im Ersten Weltkrieg wurden solche Türme beschossen, um sie für feindliche Beobachter und Lichtmesser unbrauchbar zu machen.
Vor der Erfindung des fast rauchfreien Schießpulvers (Max Duttenhofer 1884; Hiram Maxim erhielt für Maximite, ein rauchloses Schießpulver aus Trinitrocellulose und Nitroglycerin, 1889 ein Patent in Großbritannien) brauchte man nicht nach dem nur kurz – und vor dem Hören des Knalls sichtbaren – Mündungsfeuer Ausschau halten, sondern konnte bei jedem Geschütz nach dem Abfeuern eines Geschosses eine Rauchschwade sehen.
Alfred Nobel ließ in der Dynamitfabrik Krümmel ab 1888 Ballistit, ein „rauchfreies Schießpulver“, produzieren.
Die Lichtmesstechnik verlor an Bedeutung durch die schnelle Verbreitung von Aufklärungsflugzeugen und -kameras im Ersten Weltkrieg.